# Coupe du monde féminine de basket-ball des moins de 17 ans
Cet article traite de l’épreuve féminine. Pour la compétition masculine, voir Coupe du monde masculine de basket-ball des moins de 17 ans.
La coupe du monde féminine de basket-ball des moins de 17 ans (anglais : FIBA Under-17 Women’s Basketball World Cup), anciennement championnat du monde de basket-ball féminin des moins de 17 ans (FIBA Under-17 World Championship for Women), a été créé par la FIBA en 2005. La première édition a lieu à Toulouse et Rodez, en France, en juillet 2010. Cette compétition se tient tous les deux ans. Après avoir perdu leur titre au profit de l'équipe d'Australie en 2016, les Américaines ont battu les françaises pour conquérir leur 4e titre en 2018.

## Palmarès
| Édition | Année | Pays hôte   | Finale                                      | Finale                                      | Finale                                      | Petite finale                               | Petite finale                               | Petite finale                               | MVP                                         |
| Édition | Année | Pays hôte   | Champion                                    | Score                                       | Deuxième                                    | Troisième                                   | Score                                       | Quatrième                                   | MVP                                         |
| ------- | ----- | ----------- | ------------------------------------------- | ------------------------------------------- | ------------------------------------------- | ------------------------------------------- | ------------------------------------------- | ------------------------------------------- | ------------------------------------------- |
| 1re     | 2010  | France      | États-Unis                                  | 92–62                                       | France                                      | Chine                                       | 85–73                                       | Belgique                                    | Li                                          |
| 2e      | 2012  | Pays-Bas    | États-Unis (2)                              | 75–62                                       | Espagne                                     | Canada                                      | 84–77                                       | Japon                                       | DeShields                                   |
| 3e      | 2014  | Tchéquie    | États-Unis (3)                              | 77–75                                       | Espagne                                     | Hongrie                                     | 67–61                                       | Rép. tchèque                                | Salvadores                                  |
| 4e      | 2016  | Espagne     | Australie                                   | 62–38                                       | Italie                                      | États-Unis                                  | 65–50                                       | Chine                                       | Magbegor                                    |
| 5e      | 2018  | Biélorussie | États-Unis (4)                              | 92–40                                       | France                                      | Australie                                   | 57–51                                       | Hongrie                                     | Horston                                     |
| 6e      | 2020  | Roumanie    | Annulé en raison de la pandémie de Covid-19 | Annulé en raison de la pandémie de Covid-19 | Annulé en raison de la pandémie de Covid-19 | Annulé en raison de la pandémie de Covid-19 | Annulé en raison de la pandémie de Covid-19 | Annulé en raison de la pandémie de Covid-19 | Annulé en raison de la pandémie de Covid-19 |
| 7e      | 2022  | Hongrie     | États-Unis (5)                              | 84–62                                       | Espagne                                     | France                                      | 84–82                                       | Canada                                      | Watkins                                     |
| 8e      | 2024  | Mexique     | États-Unis (6)                              | 84–64                                       | Canada                                      | Espagne                                     | 47–39                                       | France                                      | Watkins                                     |
| 9e      | 2026  | Tchéquie    | -                                           | –                                           | -                                           | -                                           | –                                           | -                                           |                                             |

## Tableau des médailles
Tableau mis à jour après le Championnat 2024.
| Rang | Pays       | Médaille d'or, Coupe du Monde | Médaille d'argent, Coupe du Monde | Médaille de bronze, Coupe du Monde | Total |
| ---- | ---------- | ----------------------------- | --------------------------------- | ---------------------------------- | ----- |
| 1    | États-Unis | 6                             | 0                                 | 1                                  | 7     |
| 2    | Australie  | 1                             | 0                                 | 1                                  | 2     |
| 3    | Canada     | 0                             | 1                                 | 1                                  | 2     |
| 3    | Espagne    | 0                             | 3                                 | 1                                  | 4     |
| 4    | France     | 0                             | 2                                 | 1                                  | 3     |
| 5    | Italie     | 0                             | 1                                 | 0                                  | 1     |
| 6    | Chine      | 0                             | 0                                 | 1                                  | 1     |
| 6    | Hongrie    | 0                             | 0                                 | 1                                  | 1     |

## Participation par pays
| Nation             | 2010 | 2012 | 2014 | 2016 | 2018 | 2022 | 2024 | 2026 | Total |
| ------------------ | ---- | ---- | ---- | ---- | ---- | ---- | ---- | ---- | ----- |
| Allemagne          | -    | -    | -    | -    | -    | 7e   | -    |      | 1     |
| Angola             | -    | -    | -    | -    | 16e  | -    | -    |      | 1     |
| Argentine          | 9e   | -    | -    | -    | 13e  | 15e  | 16e  |      | 3     |
| Australie          | 7e   | 5e   | 5e   | 1er  | 3e   | 5e   | 5e   |      | 7     |
| Belgique           | 4e   | 7e   | -    | -    | -    | 13e  | -    |      | 3     |
| Biélorussie        | -    | -    | -    | -    | 15e  | -    | -    |      | 1     |
| Brésil             | -    | 11e  | 9e   | 13e  | -    | -    | -    |      | 3     |
| Canada             | 11e  | 3e   | 6e   | 7e   | 9e   | 4e   | 2e   |      | 5     |
| Chine              | 3e   | -    | 11e  | 4e   | 11e  | -    | -    |      | 4     |
| Colombie           | -    | -    | -    | -    | 14e  | -    | -    |      | 1     |
| Corée du Sud       | -    | 9e   | 10e  | 15e  | -    | 14e  | -    |      | 4     |
| Croatie            | -    | -    | -    | -    | -    | -    | 9e   |      | 1     |
| Égypte             | -    | -    | 16e  | -    | -    | 11e  | 11e  |      | 1     |
| Espagne            | 8e   | 2e   | 2e   | 6e   | 6e   | 2e   | 3e   |      | 7     |
| États-Unis         | 1er  | 1er  | 1er  | 3e   | 1er  | 1er  | 1er  |      | 7     |
| Finlande           | -    | -    | -    | -    | -    | -    | 8e   |      | 1     |
| France             | 2e   | -    | 8e   | 8e   | 2e   | 3e   | 4e   |      | 6     |
| Hongrie            | -    | -    | 3e   | -    | 4e   | 6e   | -    |      | 3     |
| Italie             | -    | 6e   | 13e  | 2e   | 5e   | -    | 7e   |      | 5     |
| Japon              | 5e   | 4e   | 7e   | 9e   | 7e   | 8e   | 6e   |      | 7     |
| Lettonie           | -    | -    | -    | 10e  | 8e   | -    | -    |      | 2     |
| Mali               | 12e  | 10e  | 12e  | 11e  | 10e  | 10e  | 13e  |      | 5     |
| Mexique            | -    | -    | 14e  | 14e  | -    | 16e  | 15e  |      | 4     |
| Nigeria            | -    | -    | -    | 16e  | -    | -    | -    |      | 1     |
| Nouvelle-Zélande   | -    | -    | -    | -    | 12e  | 12e  | 12e  |      | 3     |
| Pays-Bas           | -    | 8e   | -    | -    | -    | -    | -    |      | 1     |
| Porto Rico         | -    | -    | -    | -    | -    | -    | 14e  |      | 1     |
| Portugal           | -    | -    | -    | 12e  | -    | -    | -    |      | 1     |
| République tchèque | -    | -    | 4e   | 5e   | -    | -    | -    | Q    | 3     |
| Russie             | 6e   | -    | -    | -    | -    | -    | -    | -    | 1     |
| Slovaquie          | -    | -    | 15e  | -    | -    | -    | -    |      | 1     |
| Slovénie           | -    | -    | -    | -    | -    | 9e   | -    |      | 1     |
| Taïwan             | -    | -    | -    | -    | -    | -    | 10e  |      | 1     |
| Turquie            | 10e  | 12e  | -    | -    | -    | -    | -    |      | 2     |
| Total              | 12   | 12   | 16   | 16   | 16   | 16   | 16   | 16   |       |